# Calidris ptilocnemis
El correlimos roquero (Calidris ptilocnemis)  es una especie de ave limícola de la familia Scolopacidae. Su hábitat de cría es la tundra ártica, en las costa del Pacífico en Alaska, las Aleutianas y las islas Pribilof. También se reproducen en Kamchatka y las islas Kuriles. 
Los adultos tienen las patas cortas y de color amarillo, el pico es de tamaño mediano oscuro y delgado. El cuerpo es oscuro en la parte superior con un brillo ligeramente violáceo en las partes inferiores, principalmente blancas. Tiene el pecho manchado de gris y la grupa negra. La subespecie de las islas Pribilof  muestra un parche negro en el vientre.
La pareja reproductora suele ser monógama, con vínculos de pareja que suelen durar varios años. Anidan en el suelo, ya sea en un lugar elevado sobre las rocas o en un lugar bajo y húmedo. Tanto el macho como la hembra asumen la responsabilidad de la incubación.
Las aves migran en invierno hacia el sur, hasta las costas rocosas del Pacífico libres de hielo.
Estas aves forrajean en las costas rocosas. Comen principalmente insectos, moluscos, gusanos marinos, también algo de material vegetal. A menudo se alimenta con el agua hasta el pecho, nadando en algunas ocasiones. 